# Madrid Club de Fútbol Femenino
Maillots
Actualités
Le Madrid Club de Fútbol Femenino est un club de football féminin espagnol situé à Madrid, fondé en 2010. L'équipe joue en Primera División depuis 2018. 

## Histoire
Le club est fondé en 2010, en 2013 il accède à la deuxième division espagnole puis à partir de la saison 2017-2018 en première division après avoir échoué deux fois en 2014-2015 et 2015-2016 lors des barrages de montée.
Depuis 2017, le club joue à San Sebastián de los Reyes au nord de Madrid.

## Palmarès
- Championnat d'Espagne de deuxième division : 2 
  - Champion : 2015 et 2017